# Dmitri Sergejewitsch Kusmin

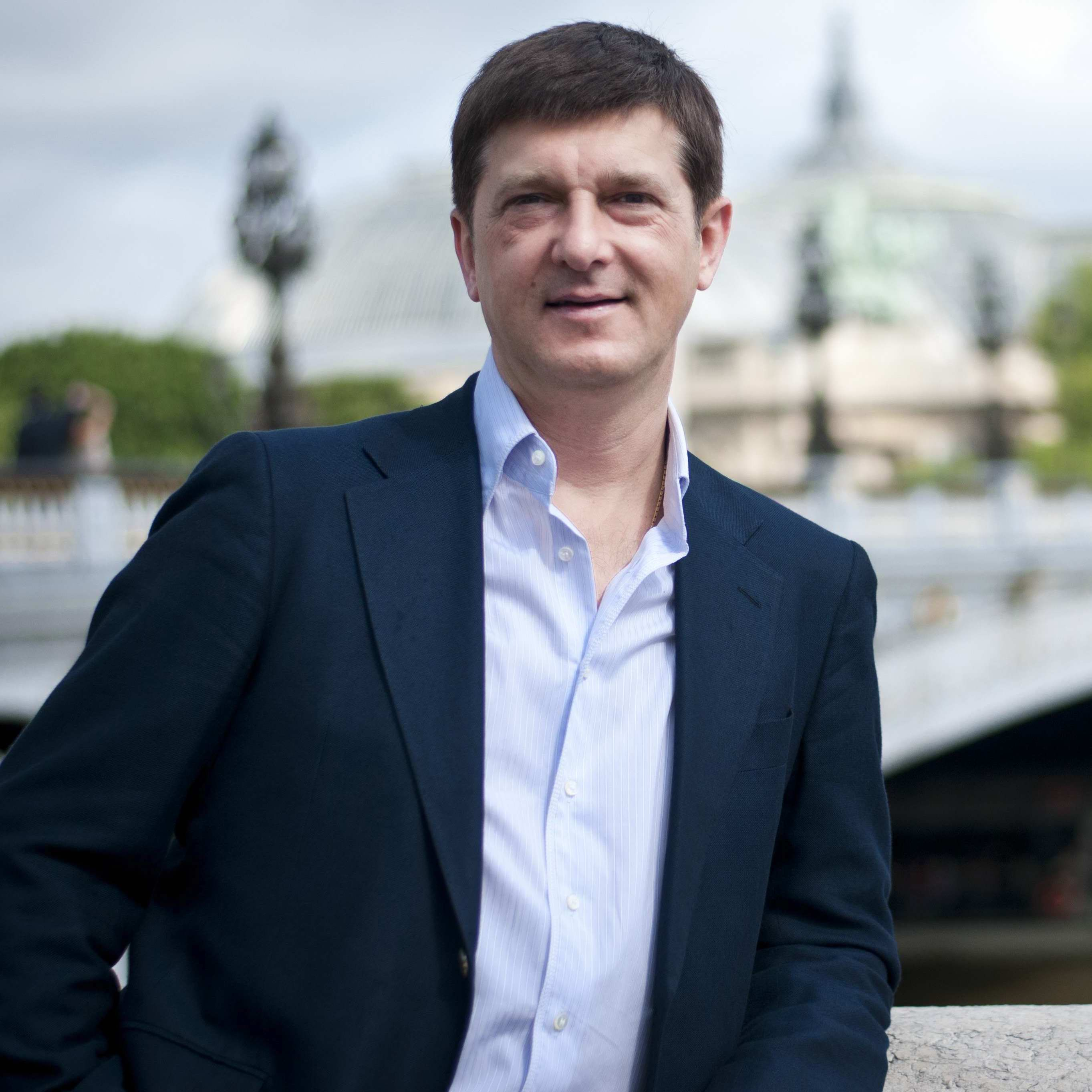
Dmitri Kusmin (2015)

Dmitri Sergejewitsch Kusmin (russisch Дмитрий Сергеевич Кузьмин; * 19. Mai 1966 in Stawropol, Sowjetunion) ist ein russischer und europäischer Politiker. Er war von 2002 bis 2008 mit kurzer Unterbrechung Bürgermeister der südrussischen Stadt Stawropol. Er ist Vorsitzender der Kleinpartei Europäische Partei Liebe, die erstmals zur Europawahl 2019 in Deutschland antrat.

## Leben
Kusmin galt Ende der 1980er Jahre als einer der Pioniere der New Economy in Stawropol. Im Alter von 26 Jahren wurde er Mitglied des Vorstands der Stavropolsnab AG. Von 1993 bis 1997 war er Vorsitzender des Verwaltungsrats der Stavropol-Gerätefabrik.
1997 wurde er für die Partei Gerechtes Russland zum Abgeordneten der Staatsduma der Region Stawropol gewählt. 2002 wurde er vom Stadtrat von Stawropol zum Bürgermeister ernannt und 2003 bei einer Direktwahl bestätigt. Die regierende Partei Einiges Russland versuchte dabei, Kusmin kurz vor der Wahl von der Kandidatur auszuschließen, schließlich ließ ein Gericht seine Kandidatur jedoch zu. Ab 2006 vertrat er Russland in der Parlamentarischen Versammlung des Europarates.
Im März 2007 wurde Gerechtes Russland erneut stärkste Partei bei den Regionalwahlen in der Region Stawropol. Stawropol war die einzige Region, in der Einiges Russland, die Partei des russischen Präsidenten Wladimir Putin, nicht stärkste Partei wurde. Die Kandidatur Kusmins bei der russischen Parlamentswahl 2007 wurde gerichtlich untersagt, da ihm unlautere Mittel vorgeworfen wurden. Die Bürgermeisterwahl am 22. November 2007 konnte Kusmin – laut Hochrechnungen – trotz des Widerstandes durch Einiges Russland gewinnen. Die Wahl wurde jedoch für ungültig erklärt. Am 4. Dezember 2007 wurden acht Ermittlungsverfahren gegen Kusmin eröffnet, unter anderem wegen Veruntreuung und Amtsmissbrauch. Kusmin selbst hatte Russland in der Nacht zuvor verlassen. Er wurde später in mehreren Fällen (in Abwesenheit) für schuldig befunden. 
Am 1. April 2015 wurde der Internationale Haftbefehl gegen Kusmin aufgehoben, nachdem in den Jahren zuvor mehrere europäische Gerichte festgestellt hatten, dass die Anklagen gegen ihn politisch motiviert waren.
Am 15. April 2017 registrierte Kusmin die Parti Europeen L’AMOUR (deutsch: Europäische Partei Liebe) in Paris. Unter anderem in Deutschland und Österreich wurden nationale Parteien gebildet. Die Partei trat 2019 in Deutschland zur Europawahl an.